# Басин, Борис Григорьевич
Борис Григорьевич Басин (24 октября 1909 года, г. Сергиевск, Самарская губерния, Российская империя — скончался не ранее 1995 года, Россия) — советский военачальник, полковник (16 мая 1944).

## Биография
Родился 24 октября 1909 года в городе Сергиевск, ныне в Сергиевском районе Самарской области.

### Военная служба

#### Межвоенные годы
11 ноября 1931 года был призван в РККА и зачислен в команду одногодичников при 25-м отдельном пулеметном батальоне. Член ВКП (б) с 1931 года. После первичной подготовки в ноябре 1932 года направлен в 1-й территориальный пулеметный полк. В его составе проходил службу командиром учебного взвода, роты, временно исполнял обязанности командира батальона. В апреле 1938 года старший лейтенант Басин переведен на должность помощника начальника 1-го отделения управления 1-го корпуса ПВО МВО. 17 июня 1940 года назначен начальником штаба 1-го зенитного пулеметного полка.

#### Великая Отечественная война
После начала войны 12 августа 1941 года капитан Басин был назначен командиром 20-го зенитного пулеметного полка, который выполнял задачу по противовоздушной обороне Москвы. В составе Московского корпусного района ПВО, а с апреля 1942 года — Московского фронта ПВО полк участвовал в битве за Москву, в отражении налетов вражеской авиации на столицу. В конце мая — начале июня 1943 года на базе полка была развернута 2-я зенитная пулеметная дивизия ПВО, а подполковник Басин утвержден её командиром. Дивизия входила в состав Особой Московской армии ПВО и выполняла задачи противовоздушной обороны Москвы и важных объектов Центрального промышленного района от ударов авиации противника. 24 декабря 1944 года 2-я зенитная пулеметная дивизия ПВО переформирована в 91-ю зенитную артиллерийскую дивизию малого калибра в составе Центрального фронта ПВО, а полковник Басин назначен её командиром. В этой должности он находился до конца войны.
24 июня 1945 года полковник Басин командовал сводным полком войск ПВО, принявшим участие в историческом Параде Победы.

#### Послевоенное время
27 августа 1945 года дивизия была переформирована в 323-й зенитно-артиллерийский полк малого калибра. В октябре 1945 года полковник Басин переводится командиром 1866-го зенитного артиллерийского полка малого калибра. С июля 1946 по июнь 1947 года прошел переподготовку в Высшей офицерской школе ПВО Красной армии в городе Евпатория. В сентябре 1948 года назначен начальником штаба 80-й зенитной артиллерийской дивизии Войск ПВО страны (военный городок Никулино, Московская область). С ноября 1954 года по октябрь 1955 года находился на ВАК при Военной артиллерийской командной академии, по окончании которых вернулся на прежнюю должность. 23 августа 1957 года полковник Басин уволен в запас.
Указом Президента Российской Федерации № 443 от 4 мая 1995 года, за отличия в руководстве войсками при проведении боевых операций в период Великой Отечественной войны 1941—1945 годов, был награждён орденом Жукова.

## Награды
- орден Жукова (04.05.1995)
- два ордена Красного Знамени (22.08.1944[6], 30.04.1954[7][8])
- орден Отечественной войны I степени (17.11.1945)[9]
- орден Отечественной войны II степени (06.04.1985)[10][11]
- два ордена Красной Звезды (07.11.1942[12], 30.04.1947[7][8])
  - медали в том числе:
  - «За боевые заслуги» (03.11.1944)[13][8]
  - «За оборону Москвы» (1944)
  - «За победу над Германией в Великой Отечественной войне 1941—1945 гг.» (18.06.1945)[14]
  - «Ветеран Вооружённых Сил СССР» (1976)
- знак «50 лет пребывания в КПСС»